# Pseudoludia
Pseudoludia is een geslacht van vlinders van de familie nachtpauwogen (Saturniidae), uit de onderfamilie Saturniinae.

## Soorten
- P. nyungwe Bouyer, 1988
- P. suavis (Rothschild, 1907)